# Dağdeviren, Özalp
Dağdeviren là một xã thuộc thành phố Özalp, tỉnh Van, Thổ Nhĩ Kỳ. Dân số thời điểm năm 2011 là 1.63 người.